# Paso de Mata
Paso de Mata är en ort i Mexiko.   Den ligger i kommunen San Juan del Río och delstaten Querétaro Arteaga, i den sydöstra delen av landet, 130 km nordväst om huvudstaden Mexico City. Paso de Mata ligger 2 139 meter över havet och antalet invånare är 4 632.
Terrängen runt Paso de Mata är kuperad norrut, men söderut är den platt. Runt Paso de Mata är det ganska tätbefolkat, med 86 invånare per kvadratkilometer. Närmaste större samhälle är San Juan del Río, 8,9 km nordväst om Paso de Mata. Trakten runt Paso de Mata består till största delen av jordbruksmark.